# Nicolas Oliveira
Nicolas Oliveira (Belo Horizonte, 1987. augusztus 4. –) brazil úszó. Főleg gyorsúszószámokban indul. Részt vett a 2008-as és a 2012. évi nyári olimpiai játékokon is.